# Shōbōgenzō
Le Shōbōgenzō (正法眼蔵) est un monument littéraire qui constitue l'un des sommets de la pensée japonaise (voire universelle). Il s'agit de l’œuvre majeure, et inachevée, de Maître Dôgen (1200 - 1253), le fondateur du Zen Sôto au Japon, rédigée de 1231 jusqu'à sa mort. Le Shôbôgenzô est une collection de textes qui, tous, frappent par leur originalité et leur caractère poétique, mais qui sont aussi souvent déroutants. Plusieurs d'entre eux sont des commentaires et des développements de Dôgen autour de kôans chinois de la tradition bouddhique. Cette œuvre riche et polysémique, dont le sens ne peut être circonscrit dans la tradition herméneutique occidentale, sollicite l'engagement du lecteur bien au-delà d'une approche purement académique et universitaire.

## Présentation générale de l’œuvre

### Titre
Shôbôgenzô (正法眼蔵, Japonais: Shôbôgenzô, Chinois: Zhèngfă-yǎncáng), est le titre générique que Dôgen a lui-même donné à son recueil, et qui peut être traduit par Le Trésor de l’œil du vrai dharma (Gudō Wafu Nishijima, Kazuaki Tanahashi), Le Trésor de l'Œil de la Vraie Loi (Bernard Faure), Le Trésor de l’œil de la loi authentique (Pierre Nakimovitch) ou encore La vraie Loi, Trésor de l'Œil (Yoko Orimo, qui fait une analyse sémantique du titre).
Ce titre fait référence à un épisode probablement inauthentique de la vie du Bouddha, sur le « mont des Vautours », lorsque le Vénéré signifie qu'il transmet la Loi à Mahâkâsyapa, en commençant son adresse par ces quelques mots « J'ai le trésor de l’œil de la loi authentique... ». Dôgen fait souvent référence à cet épisode, et le choix de ce titre marque en fait la volonté d'un retour aux sources du bouddhisme, au-delà du sectarisme des écoles. Dans ces conditions, ce titre Shôbôgenzô pourrait être considéré comme l'abrégé de la parole complète du Bouddha (voir encadré ci-contre), Dôgen se posant ainsi en héritier direct de Bouddha et Mahâkâsyapa pour le Japon. Charles Vacher propose alors de traduire Shôbôgenzô par Trésor de la vision juste, comme un résumé de la parole de la transmission par le Bouddha sur le mont des Vautours.

### Nature et histoire de l’œuvre

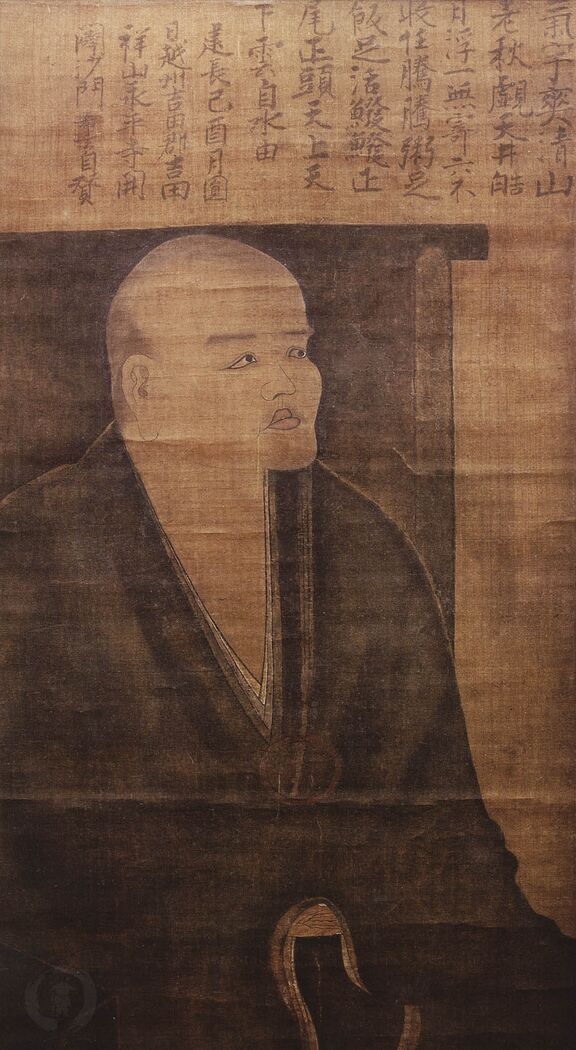
Représentation de Maître Dôgen

Le Shôbôgenzô est un recueil de 92 (ou 95 selon les compilations) textes du maître zen japonais Dôgen Zenji, composés entre 1231 et 1253 (année de la mort de Dogen). C'est une œuvre originale et difficile, un ensemble bigarré et poétique de textes écrits dans un style baroque, consacrés à l'exégèse, à l'interprétation et à la traduction des sûtras anciens et du corpus du zen chinois existant.
Dôgen se considère comme l'héritier d'une tradition bouddhique selon laquelle la nature est l'Éveil, et pour qui l'absolu s'actualise par la pratique. Les thèmes principaux en sont donc la nature, et l'Éveil. Il s'oppose en cela à d'autres traditions, naturalistes ou syncrétiques, dont sont issus certains de ses disciples, et c'est d'abord à eux qu'ils s'adresse, dans ces textes philosophiques et religieux, développant une argumentation parfois polémique.
Le Shôbôgenzô est une œuvre à la fois rhétorique, dialogique, et performative.
- Œuvre rhétorique, car elle vise à persuader mais aussi à séduire ses lecteurs en s'appuyant sur des kôans traditionnels que Dôgen commente et développe sous d'infinies variations constituant aussi des exercices de style.
- Œuvre dialogique parce qu'elle s'adresse d'abord à ses disciples, et présuppose un interlocuteur silencieux —auquel Dôgen prête cependant parfois la parole.
- Œuvre performative selon Dôgen, « la parole ne vaut pas tant par sa capacité de représenter le réel que par son pouvoir de le produire ». La violence parfois de la polémique renvoie également au caractère agonistique de la tradition Zen : « une parole vive, une pensée en acte, une parole qui est acte[9] ».

« Discours direct qui appelle et interpelle, ébranle les habitudes de pensée, les faciles évidences du sens commun, discours par à-coup, par fragments qui font choc et obligent à s'interroger. Des réponses se fixeraient, figeraient en système » : la lecture du Shôbôgenzô ne permet donc pas d'acquérir un savoir formel sur le bouddhisme. Dôgen propose un retour aux sources du bouddhisme et rejette toute notion d'École Zen. « Sa pensée, pour s'exprimer, défie le principe même d'une cohérence systématique, linéaire, dialectique ou circulaire, telle qu'elle s'est développée en Occident ».
Les premiers commentaires furent ceux de ses disciples directs, mais il faut attendre le XVIIIe siècle puis l'après-seconde guerre mondiale pour d'autres commentaires importants au Japon. En Occident, ce n'est que dans les années 1970 que l'intérêt des chercheurs s'est manifesté, d'abord dans les pays anglo-saxons.
Selon maître Nishijima, un des problèmes de l'interprétation de Dôgen vient de son utilisation d'une structure que l'on retrouve à travers les continents et les siècles et que les spécialistes des sciences de l'éducation ont observée[réf. nécessaire]. Selon Philippe Cornu, « Gudo Wafu Nishijima relève que pour décrypter le Shôbôgenzô, il faut tenir compte que la pensé bouddhique qu'il exprime se situe au-delà des oppositions entre subjectivisme/idéalisme et objectivisme/matérialisme et non seulement transcende ces deux modes de représenttions de l'esprit humain, mais les dépasse dans une philosophie de l'action dans la vie elle-même ».
Dôgen se livre à des pensées hautement spéculatives sur des thèmes qui rappellent inévitablement ceux de la philosophie occidentale et « on a l'impression que, de tous les religieux japonais, Dôgen a seul la capacité de faire immédiatement résonner la fibre philosophique des chercheurs japonais et occidentaux, à plus ou moins bon escient ». Un comparatisme trop superficiel a parfois pu rapprocher ainsi Dôgen de certaines traditions philosophiques et religieuses occidentales (Augustin, Boehme, Eckhart, Berkeley, Schelling, Kierkegaard, Nietzsche, Whitehead, Sartre, Merleau-Ponty, Heidegger...).

### Enseignement
À l'époque de l'écriture du Shôbôgenzô, beaucoup croyaient que le bouddhisme était entré dans une décadence progressive, par la perte successive de ses trois piliers : d'abord l'éveil, puis la pratique, enfin l'enseignement. Mais pour Dôgen, ces trois piliers sont « toujours déjà là ». Il insiste sur l'importance de conjuguer l'étude des textes, comme le fait le Tendaï mais pour un enseignement plus épuré, conforme à l'esprit du Zen, avec la pratique qui implique la méditation yogique et les rites.
Pour Dôgen, qui rejoint par là le Chan classique, la vérité n'a pas d'essence, elle n'existe que par ses effets, notamment à travers la parole, c'est le « kôan en acte » (Genjo kôan). Il prêche un retour à l'enseignement originel du Bouddha, à la manière de Nagarjuna.
Voir juste, c'est simplement cesser de voir faussement, sans dualité, et l’œil n'est alors plus vision mais lumière « Le secret, c'est qu'il n'y en a pas (...) La vision juste ne pense pas ». Nagarjuna, que Dôgen cite souvent, présente le principe de deux vérités, l'une mondaine (conventionnel, événementielle) et l'autre ultime (où tout est indifférencié, « apaisement béni »). Selon Dôgen, ces deux vérités sont les deux faces d'une même vérité, et ce caractère dyadique constitue le fondement théorique qu'il faut prendre en compte pour comprendre le Shôbôgenzô, fond et forme confondus, dans son style et sa vibration rythmique.
Le sens du texte est de l'ordre de la production, par les métaphores, et se réalise comme présence par une rencontre avec le texte, circonstancielle. Expliquer, voire définir le sens des mots, serait alors aller à l'encontre de la pensée de Dôgen. La réalité de ce qui est écrit dépend de l'acte d'écrire : un lien dynamique unit l'écrit, l'acte d'écrire et leurs implications sotériologique et ontologique.
Le lecteur peut donc trouver dans le texte des éléments parfois contradictoires. Pour un lecteur occidental qui voudrait dépasser cette difficulté, il a été proposé une approche issue des sciences de l'éducation : il y aurait chez les êtres humains quatre modes principaux de comprendre, qui sont subjectif/idéaliste, objectif/matérialiste, kinesthétique/dans l'action et poétique. L'étude du Genjô Kôan par maître Nishijima montre l'application de cette analyse au Genjô Kôan.

### Aspects littéraires
Dôgen est un auteur de grande culture, mais le Shôbôgenzô résiste à une approche exclusivement académique, en raison en particulier de ses caractéristiques littéraires et linguistiques.
Le Shôbôgenzô est une œuvre de structure composite, compilation de textes dans une organisation contrapuntique, dans laquelle Dôgen triture le sens des mots et des textes de différentes traditions bouddhiques qu'il commente, dans une logique où l'écriture a le pouvoir non seulement de former ce qui est dit, mais également de transformer ce qui est.
Dôgen utilise un bilinguisme japonais-chinois ancien dont les caractéristiques grammaticales (omissions fréquentes du sujet ou du complément jugés évidents, temps imprécis, absence de marque du pluriel...) laissent le lecteur formuler plusieurs hypothèses, produisent un texte sans signification théorique figée valable partout et en tous temps, et permettent un sens évolutif et vivant selon les relations circonstancielles de chaque moment : « l'un des messages principaux du Shôbôgenzô consiste à dire qu'il n'y a pas de vérité ni de vision hors du sujet percevant ».
Le langage du Zen en général, et la stylistique du Shôbôgenzô en particulier, se caractérisent à la fois par l’extrême concrétude au niveau de la forme, et par l’extrême abstraction au niveau du fond. La subtilité linguistique du sino-japonais employé par Dôgen est en permanence liée à la dimension spéculative de son discours. Cette œuvre demande donc au lecteur comme au traducteur d'y faire un long séjour pour y développer une profonde intimité jusqu'à ce qu'elle devienne un vécu : tout se passe comme si cette activité d'écriture triturant, inversant, subvertissant le sens, participait d'une pratique du Zen, comme la méditation assise : « C'est grâce à la réflexion de ces deux langues et de ces deux civilisations, à la fois si proches et si différentes, qu'on parvient à voir et à entendre ce qu'on n'a jamais vu ni entendu jusqu'à présent. Alors, ce qu'on parvient à voir et entendre maintenant, pour la première fois, n'existait-il pas avant, et commence-t-il à exister seulement maintenant ? »
Le Shôbôgenzô n'est rien d'autre qu'une œuvre de traduction et de commentaires, donc d'interprétation, de kôans de l'école zen chinoise (chan) : « interpréter le kôan en le triturant et en jouant avec lui, puis le transformer en allant jusqu'à la naissance d'un nouveau sens, sens fondamentalement relationnel, pluriel et non figé, n'est autre que relire notre vie comme une parabole, non pas suivant un principe abstrait, mais à travers des études pratiques effectuées sur un terrain scripturaire et philologique sans limite ». Cette œuvre, par sa richesse et son ambiguïté, voire l'indécidabilité du sens, dispose ainsi d'un surplus de sens qui lui permet d'échapper aux limitations historiques et a pu susciter une prolifération discursive, voire philosophique dans des contextes radicalement différents de son milieu originel.

## Les fascicules
Les éditions modernes du Shôbôgenzô contiennent quatre-vingt-quinze fascicules (éditions Kôzen et Honzan), souvent divisés en trois séries. Cependant des versions précédentes ont comporté un nombre différent de chapitres: soixante-quinze (édition Kyūsô), soixante (édition Sôgo), ou vingt-huit fascicules (édition Himitsu). Dogen lui-même a considéré que seuls douze de ces fascicules étaient complets. Certains chapitres ont été écrits par Dogen lui-même, alors que d'autres sont probablement dus à la plume de ses disciples. L'ordre des fascicules donné est celui des versions modernes; il a varié selon les éditions et les époques.
Pour chaque fascicule, sont indiqués l'année de rédaction, et un renvoi vers les traductions mentionnées en bibliographie. La traduction du titre présentée ci-dessous n'est qu'indicative, les traducteurs proposant des versions françaises très différentes selon l'aspect privilégié par chacun.

### Les soixante-quinze chapitres des anciens manuscrits (kyūsô)
1. Genjô kôan (現成公案), "La Réalisation du kôan comme présence", 1233 (Orimo - Faure - Deshimaru - Okumura - Girard).
2. Maka hannya haramitsu (摩訶般若波羅蜜), "La vertu de grande sagesse", 1233 (Orimo - Deshimaru - Girard - Okumura).
3. Busshô (佛性), "La nature de bouddha", 1241 (Orimo - Vacher - Nakimovitch).
4. Shinjin gakudô (身心學道.), "L'étude de la voie par le corps et par l'esprit", 1242 (Orimo - Deshimaru - Coursin).
5. Sokushin zebutsu (即心是仏), "L'esprit même est le bouddha", 1239 (Orimo - Faure - Girard).
6. Gyôbutsu igi (行佛威儀), "Les attitudes majestueuses des bouddhas dans leur pratique", 1241 (Orimo).
7. Ikka myôju (顆明珠), "Une perle brillante", 1238 (Orimo - Deshimaru).
8. Shin fukatoku (心不可得), "L'esprit est insaisissable", 1241 (Orimo).
9. Kobusshin (古佛心), "L'esprit des anciens bouddhas", 1243 (Orimo).
10. Daigo (大悟), "Le grand éveil", 1242 (Orimo).
11. Zazengi (坐禪儀), "Les règles de la méditation assise", 1243 (Orimo).
12. Zazenshin (坐禪箴), "Précis de méditation assise", 124, (Orimo).
13. Kaiin zanmai (海印三昧), "Le samâdhi du sceau de l'océan", 1242 (Orimo).
14. Kûge (空華), "Les fleurs du vide", 1243 (Orimo).
15. Kômyô (光明), "L'éclat lumineux", 1242 (Orimo).
16. Gyôji (行持), "La pratique assidue", 1242 et 1243 (Orimo).
17. Inmo (恁麼), "Tel", 1242 (Orimo - Vacher).
18. Kannon (觀音), "Avalokitesvara", 1242 (Orimo - Deshimaru).
19. Kokyô (古鏡), "L'ancien miroir", 1241 (Orimo).
20. Uji (有時), "L’être-temps", 1240 (Orimo - Vacher - Linhartova - Girard).
21. Juki (授記), "La prédiction", 1242 (Orimo).
22. Zenki (全機), "La totale activité", 1242 (Orimo - Vacher).
23. Tsuki (都機), "La pleine activité", 1243 (Orimo).
24. Gabyô 畫餅, "L'image d'un gâteau de riz", 1242 (Orimo - Linhartova).
25. Keisei sanshoku 谿聲山色, "Le son de la vallée et la forme de la montagne", 1240, (Orimo - Faure).
26. Bukkôjôji 佛向上事, "Dépasser le bouddha", 1242 (Orimo).
27. Muchû setsumu 夢中説夢, "Expliquer un rêve dans un rêve", 1242, (Orimo).
28. Raihai tokuzui 禮拜得髓, "Se prosterner et obtenir la moelle", 1240 (Orimo - Coursin).
29. Sansuikyô 山水經, "Le sûtra des montagnes et des rivières", 1240, (Orimo - Faure).
30. Kankin 看經, "La lecture des sûtra", 1241(Orimo).
31. Shoaku makusa 諸悪莫作, "Ne commettre aucune mauvaise action", 1240, (Orimo).
32. Den'e 傳衣, "La transmission de la robe", 1240 (Orimo).
33. Dôtoku 道得, "Le savoir-dire", 1242 (Orimo).
34. Bukkyô 佛教, "Les enseignements du Bouddha", 1241 (Orimo).
35. Jinzû 神通, "Les pouvoirs merveilleux", 1241 (Orimo).
36. Arakan 阿羅漢, "L'arhat", 1242 (Orimo).
37. Shunjû 春秋, "Le printemps et l'automne", 1244 (Orimo).
38. Kattô 葛藤, "Les emmêlements", 1243 (Orimo).
39. Shisho 嗣書, "Le certificat de succession", 1241 (Orimo).
40. Hakujushi 柏樹子, "Le cyprès", 1242 (Orimo).
41. Sangai yuishin 三界唯心, "Les trois mondes ne sont qu'esprit", 1243 (Orimo).
42. Sesshin sesshô 説心説性, "Expliquer l'esprit et expliquer la nature", 1243 (Orimo).
43. Shohô jissô 諸法實相, "Le véritable aspect des dharma", 1243 (Orimo).
44. Butsudô 佛道, "La voie du Bouddha", 1243 (Orimo).
45. Mitsugo 密語, "La parole secrète", 1243 (Orimo - Rocher).
46. Mujô seppô 無情説法, "La prédication de l'inanimé", 1243, (Orimo - Linhartova).
47. Bukkyô 佛經, "Les écritures bouddhiques", 1243 (Orimo).
48. Hosshô 法性, "La nature de dharma", 1243 (Orimo).
49. Darani 陀羅尼, "Les dhârani", 1243 (Orimo).
50. Semmen 洗面, "La toilette du visage", 1239 (Orimo).
51. Menju 面授, "la transmission directe", 1243 (Orimo).
52. Busso 佛祖, "Les bouddhas et les patriarches", 1241 (Orimo).
53. Baika 梅華, "Les fleurs de pêcher", 1243 (Orimo - Linhartova).
54. Senjô 洗淨, "La purification", 1239.
55. Jippô 十方, "Les dix directions", 1243 (Orimo).
56. Kembutsu 見佛, "Voir le Bouddha", 1243 (Orimo).
57. Henzan 徧參, "Les consultations", 1243 (Orimo).
58. Ganzei 眼睛, "La prunelle des yeux", 1243 (Orimo).
59. Kajô 家常, "L'ordinaire de la maisonnée", 1243 (Orimo).
60. Sanjûshichihon bodaibumpô 三十七品菩提分法, "Les trente-sept rubriques de l'éveil", 1244 (Orimo).
61. Ryûgin 龍吟, "Le mugissement du dragon", 1243 (Orimo).
62. Soshi seirai i 祖師西来意, "L'idée du maître-patriarche en venant de l'ouest", 1244 (Orimo).
63. Hotsu mujôshin 發菩提心, "La production de l'esprit insurpassable", 1244, (Orimo).
64. Udonge 優曇華, "La fleur d'udumbara", 1244, (Orimo).
65. Nyorai zenshin 如來全身, "Le corps entier du tathâgata", 1244 (Orimo).
66. Sammai ô zammai 三昧王三昧, "Le samâdhi roi des samâdhi", 1244 (Orimo).
67. Tembôrin 轉法輪, "La mise en branle de la roue du dharma", 1244 (Orimo).
68. Daishugyô 大修行, "La grande pratique", 1244.
69. Jishô zammai 自證三昧, "Le samâdhi de la réalisation par soi-même", 1244 (Orimo).
70. Kokû 虚空, "L'espace vide", 1245 (Orimo).
71. Hatsuu 鉢盂, "Le bol", 1245 (Orimo).
72. Ango 安居, "La retraite", 1245 (Orimo).
73. Tashintsû 佗心通, "La pénétration de l'esprit d'autrui", 1245 (Orimo).
74. Osaku sendaba 王索仙陀婆, "Le roi qui demandait saindhava", 1245 (Orimo).
75. Shukke 出家, "Le renonçant", 1246 (Orimo).

### Les douze chapitres des nouveaux manuscrits (shinsô)
1. Shukke kudoku 出家功徳, "Les mérites du renoncement" (Orimo).
2. Jukai 受戒, "La réception des préceptes" (Orimo).
3. Kesa kudoku 袈裟功徳, "Les mérites du kasâya", 1240 (Orimo).
4. Hotsu bodaishin 發心菩提, "La production de l'esprit d'éveil" (Orimo).
5. Kuyô shobutsu 供養諸佛, "La vénération des bouddhas" (Orimo).
6. Kie Buppôsôbô 歸依佛法僧寶, "Prendre refuge dans les trois trésors" (Orimo).
7. Jinshin inga 深信因果, "La foi profonde dans la causalité" (Orimo - Girard).
8. Sanjigô 三時業, "Les trois périodes du karma" (Orimo).
9. Shime 四馬, "Les quatre chevaux" (Orimo).
10. Shizen biku 四禪比丘, "Le moine dans le quatrième dhyâna" (Orimo).
11. Ippyaku hachi hômyômon 一百八法明門, "Les cent huit portes de l'éveil" (Orimo).
12. Hachi dainin gaku 八大人覺, "Les huit recommandations du grand homme" (Orimo - Deshimaru).

### Cinq chapitres supplémentaires
1. Bendôwa 辨道話, "Propos sur la négociation de la voie", 1231 (Orimo - Faure - Deshimaru).
2. Hokke ten hokke 法華轉法華, "La fleur de lotus tourne la fleur de lotus", 1241 (Orimo).
3. Bodaisatta shishôbô 菩提薩埵四摂法, "Les quatre captations du bodhisattva", 1243 (Orimo).
4. Shôji 生死, "Les naissances et les morts" (Orimo - Vacher).
5. Yuibutsu yobutsu 唯佛與佛, "Seul un Bouddha avec un Bouddha" (Orimo - Vacher).

En ajoutant à ces 92 textes les trois chapitres ci-dessous, on obtient la version en 95 fascicules :
1. Jûundôshiki 重雲堂式, "Règles pour la seconde salle des nuages", 1239.
2. Jikuimmon 示庫院文, "Enseignements pour l’office", 1246.
3. Dôshin 佛道, "L’esprit de la voie".

## Traductions
Cette œuvre est écrite au XIIIe siècle au Japon, dans une langue sino-japonaise mêlée de sanskrit, commentant des kôans de la tradition bouddhique dans un style lui-même elliptique. Philippe Cornu souligne ainsi que « son langage n'est pas des plus faciles même pour un japonais érudit : tournures poétiques, néologismes et jeux de mots abondent » et Y. Orimo que l'écriture de Dôgen consiste à « interpréter le kôan en le triturant et en jouant avec lui, puis le transformer en allant jusqu'à la naissance d'un nouveau sens, sens fondamentalement relationnel, pluriel et non figé, n'est autre que relire notre vie comme une parabole ».
Bernard Faure parle d'une indécidabilité du sens du Shôbôgenzô. Yoko Orimo souligne alors que pour cette œuvre particulièrement, « Il n'y a pas de vérité ni de vision hors du sujet percevant », et Philippe Cornu que « toute traduction est provisoire, et il n'y a rien de vain à retraduire un texte déjà traduit, car on peut ainsi donner à voir un sens jusque là inaperçu ou tout du moins ouvrir au lecteur de nouvelles fenêtres d'interprétation ». Yoko Orimo indique encore que le Shôbôgenzô est une œuvre qui pose la question de la nature même de la transmission, et que selon Dôgen « la traduction est de l'ordre du plus, non du moins par rapport au texte original. Plus le texte est trituré, commenté, interprété et traduit, plus sa valeur augmente ».
Face à une telle œuvre, les traducteurs occidentaux contemporains se situent chacun dans un compromis personnel entre deux positions : traduire en proposant un sens particulier, celui que lui-même (le traducteur), privilégie et souhaite transmettre, ou traduire en donnant au lecteur une vision de l'aspect polysémique de l’œuvre. Dans ce second cas, la traduction est complétée de commentaires philologiques, sémantiques et philosophiques plus ou moins abondants, et parfois accompagnée de la version originale en japonais et d'autres traductions possibles.
Les traductions présentées réalisent des choix différents, correspondant à des motivations culturelles, littéraires, ou spirituelles particulières.

### Traduction intégrale des 92 ou 95 fascicules
Les deux traductions françaises intégrales proposées ci-dessous se situent aux deux pôles possibles (proposition d'un sens/présentation de la polysémie) :
Gudo Nishijima considère que « lire le Shôbôgenzô est la meilleure façon d'arriver à une compréhension exacte de la théorie bouddhique parce que Maître Dôgen était hors de pair pour comprendre et expliquer le bouddhisme d'une manière rationnelle ». Il présente sa compréhension de l’œuvre. Les 95 textes sont réunis en 4 volumes.
- Gudô Nishijima (supervision et traduction en japonais moderne), Mike Chodo Cross (traduction du japonais en anglais) et Erick Albouy (traduction du japonais en français), Shôbôgenzô, Daisen éditions - Le Trésor de l’œil, du vrai dharma -

Yoko Orimo précise ses choix ainsi : « C'est toujours la traduction littérale, qui reste au ras du texte et qui sauvegarde l'« image » du discours, et non la traduction littéraire ou la traduction de second niveau, qui révèle la densité et le véritable enjeu du texte. Par ce choix, nous espérons pouvoir donner toujours raison à l'auteur, à l'écart de toutes tournures interprétatives ou conjecturales permettant aux traducteurs d'esquiver ou de dissimuler la difficulté de la tâche. ». Elle traduit 92 textes dans une version bilingue (édition japonaise originale vs français) accompagnée de notes abondantes, et complété par un guide de lecture rassemblant pour chacun des textes une introduction et des commentaires philologiques et philosophiques abondants.
- (ja) Yoko Orimo (trad. du japonais, Édition intégrale bilingue), Shôbôgenzô : La vraie Loi, Trésor de l'Œil, Vannes, Sully, 2019, 1815 p. (ISBN 978-2-35432-328-8)
- Yoko Orimo (préf. Pierre Hadot), Le Shôbôgenzô de maître Dôgen : Guide de lecture de l’œuvre majeure du bouddhisme Zen et de la philosophie japonaise, Sully, 2014, 624 p. (ISBN 978-2-35432-127-7)

Une version précédente présentait les traductions en 8 tomes regroupant les 92 textes par thèmes, complétés par des essais sur ces thèmes :
- Maître Dôgen (trad. Yoko Orimo), Shôbôgenzô : La vraie Loi, Trésor de l'Œil, Sully

1. Shôbôgenzô, t. 1, 2005, 286 p. (ISBN 978-2-35432-073-7)
  - Yoko Orimo, Introduction au Shôbôgenzô, p. 9-21
  - Dôgen, Introduction - traduction et postface pour : Zazenshin - Keisei sanshoku - Muchû setsumu - Sansuikyô- Shoaku makusa- Mujô seppô- Hotsu mujôshin - Udonge : Yuibutsu yobutsu
  - Yoko Orimo, L'Eveil et la naissance du sens dans le Shobogenzo de Maître Dôgen, p. 211-238
2. Shôbôgenzô, t. 2, 2006, 349 p. (ISBN 978-2-911074-88-2)
  - Dôgen, Introduction et traduction pour : Kûge - Kômyô - Kattô - Mitsugo - Kan.non - Zenki - Tsuki - Dyoku - Baika - Ganzei - Ryûgin : Ôsaku sendaba
  - Yoko Orimo, Le "Jadis intime" maintenant présent, p. 239-297
3. Shôbôgenzô : la vraie loi, trésor de l'oeil  (trad. du japonais), t. 3, Vannes, Sully, 2007, 443 p. (ISBN 978-2-35432-003-4)
  - Dôgen, Introduction et traduction pour : Genjô kôan - Busshô- Ikka myôju - Kai.in zanmai- Kokyô - Uji - Juki - Shunjû - Hakujushi- Jippô - Henzan - Kajô - Soshi seirai.i - Kokû : Shôji
  - Yoko Orimo, Méditations du temps et de l'espace, p. 355-410
4. Shôbôgenzô : la vraie loi, trésor de l'oeil  (trad. du japonais), t. 4, Vannes, Sully, 2009, 441 p. (ISBN 978-2-35432-033-1)
  - Dôgen, Introduction et traduction pour : Gabyô - Kankin - Bukkyô - Shohô jissô - Butsudô - Hosshô - Kenbustu - Nyorai zenshin - Sanmai ô zanmai - Tenbôrin : Hokke ten hokke
  - Yoko Orimo, La "Vraie Loi" est le "Trésor de l’Œil", p. 281-380
  - Michel Hulin, La notion de Dharma dans l'Inde classique, p. 381-388
  - Genshû Imamura, Du maître zen Dôgen au maître zen Keizan : la fondation de l'école japonaise Sôtô, p. 389-400
5. Shôbôgenzô : la vraie loi, trésor de l'oeil  (trad. du japonais), t. 5, Vannes, Sully, 2011, 431 p. (ISBN 978-2-35432-048-5)
  - Dôgen, Introduction et traduction pour : Maka hannya haramitsu - Sokushin zebutsu - Gyôbutsu igi - Shin fukatoku - Kubutsushin - Daigo - Inmo - Butsukôjôji - Raihai tokuzui - Jinzu - Arakan - Sangai yuishin - Sesshin sesshô - Daishugyô - Jishô zanmai : Tashintsû
  - Yoko Orimo, L'éternité qui se dit comme présence, p. 299-343
  - Michel Bitbol, La théorie quantique et la surface des choses, p. 344-362
  - Emmanuel Cattin, Johannes Eckhart, vers la sérénité, p. 363-376
6. Shôbôgenzô : "La vraie loi, trésor de l'oeil"  (trad. du japonais), t. 6, Vannes, Sully, 2012, 374 p. (ISBN 978-2-35432-080-5)
  - Dôgen, Introduction et traduction pour : Zazengi - Gyôji - Busso - Sanjûshichibon bodai bunpô - Hatsu.u - Bendôwa : Bodaisatta shishôbô
  - Yoko Orimo, Shôbôgenzô, l'art d'interpréter, p. 253-316
7. Shôbôgenzô : "La vraie loi, trésor de l'oeil"  (trad. du japonais), t. 7, Vannes, Sully, 2013, 373 p. (ISBN 978-2-35432-110-9)
  - Dôgen, Introduction et traduction pour : Shinjin-gakudô - Den.e - Shisho - Darani - Senmen - Menju - Senjô - Ango : Shukke
  - Yoko Orimo, Shôbôgenzô comme apologie du "second", p. 231-312
8. Shôbôgenzô : "La vraie loi, trésor de l'oeil"  (trad. du japonais), t. 8, Vannes, Sully, 2016, 479 p. (ISBN 978-2-35432-153-6)
  - Dôgen, Introduction et traduction pour : Shukke-kudoku - Jukai - Kesai-kudoku - Hotsu-bodaishin - Kuyô-shobutsu - Kie-buppôsô-bô - Jinshin-inga - Sanjigô - Shime - Shizen-biku - Ippyakuhachi-hômyômon : Hachi-dainingaku
  - Yoko Orimo, Shôbôgenzô transmis avec justesse au coeur de la culture japonaise, p. 295-392
  - Catherine Despeux, La transmission dans le bouddhisme chan, p. 393-419
  - Yoko Orimo, Histoire de l'établissement de l'école du zen Sôtô au Japon, p. 420-432

### Traductions partielles
Charles Vacher
Dans ses ouvrages, Ch. Vacher traduit en collaboration avec Eidô Shimano Rôshi cinq textes, qu'il présente et accompagne de commentaires étymologiques et philologiques :
- Yui butsu yo butsu : shôji : seul bouddha connaît bouddha - vie-mort  (Trilingue : Traductions en français et en anglais - Texte japonais : reproduction du manuscrit de Honzan), encre marine, 1999 (ISBN 978-2-909422-37-4)
- Busshô : la nature donc bouddha  (Trilingue : Traductions en français et en anglais (James Mori) - Texte japonais : reproduction du manuscrit de Koun Ejô), encre marine, 2002, 535 p. (ISBN 978-2-909422-63-3)
- In-mo : ça  (Trilingue - Traductions en français et en anglais - Texte japonais : reproduction de la calligraphie de Ten En Kakuji (1686)), encre marine, 2005 (ISBN 978-2-909422-90-9)
- (ja) Zenki : chaque instant est un instant de plénitude  (trad. du japonais, Bilingue - Texte japonais : reproduction de la calligraphie de Ten En Kakuji (1686)), Paris, encre marine, 2011, 116 p. (ISBN 978-2-35088-044-0)
- (ja) Uji : je suis temps  (trad. du japonais, postface Françoise Dastur, ill. Hiroshi Sugimoto, Bilingue - Texte japonais : reproduction de la calligraphie de Ten En Kakuji (1686)), Paris, encre marine, 1997, 104 p. (ISBN 978-2-35088-161-4)

Frédéric Girard
Dans son ouvrage consacré aux origines chinoises de l’œuvre de Dôgen, F. Girard présente et traduit quatre textes du Shôbôgenzô en rapport avec le voyage de Dôgen en Chine :
- Frédéric Girard, Les dialogues de Dôgen en Chine, Paris, EFEO, 2016, 752 p. (ISBN 978-2-600-01903-3)

- Genjô kôan : Aporie actualisée, p. 195-203
- Jinshin inga : Foi profonde en les causes et les effets, p. 278-296
- Sokushin zebutsu : C'est à même le mental qu'est l'état de Buddha, p. 326-344
- Uji : L'être et le temps, p. 410-422
- Maka hannya haramitsu : Grande perfection de sapience, p. 557-561

Bernard Faure
B. Faure introduit, traduit et commente dans un unique ouvrage la traduction des cinq textes qu'il considère fondamentaux :
- Bernard Faure, La vision immédiate : nature, éveil et tradition selon le Shôbôgenzo, Paris, Le Mail, 1987, 189 p. (ISBN 978-2-903951-08-5)

- Bendowa : Propos sur le discernement de la Voie, p. 75-112
- Genjôkôan : Le kôan actualisé, p. 113-120
- Keisei sanshôku : Le son des vallées, la forme des montagnes, p. 121-142
- Sansuikyô : Le sutra des montagnes et des rivières, p. 143-160
- Sokushin zebutsu : L'esprit en tant que tel est le Buddha, p. 161-172

Pierre Nakimovitch
- Dôgen et les paradoxes de la bouddhéité : Introduction, traduction et commentaire de Busshô, Genève, Droz, coll. « École Pratique des Hautes Études », 1999, 453 p. (ISBN 978-2-600-00328-5, lire en ligne)

Étude philologique et philosophique approfondie de chaque partie du texte, reproduction du texte japonais original:Dans la revue Ebisu, éditée par l’Institut français de recherche sur le Japon à la Maison franco-japonaise de Tokyo :
- Shin fukatoku : Pierre Nakimovitch, « La pensée insaisissable », Ebisu, no 24,‎ 2000, p. 29-33 (HTTPS:/doi.org/10.3406/ebisu.2000.1056) [lire en ligne (page consultée le 26 juillet 2021)]
- Daigo : Pierre Nakimovitch, « Le grand éveil », Ebisu, no 24,‎ 2000, p. 35-41 (HTTPS:/doi.org/10.3406/ebisu.2000.1057) [lire en ligne (page consultée le 26 juillet 2021)]
- Hosshô : Pierre Nakimovitch, « La dharmatâ », Ebisu, no 24,‎ 2000, p. 43-47 (HTTPS:/doi.org/10.3406/ebisu.2000.1058) [lire en ligne (page consultée le 26 juillet 2021)]

Autres traductions commentées
- Shōhaku Okumura (trad. de l'anglais par Shoju Annie Mahler), Réaliser Genjôkôan : La clé du Shôbogenzô de Dôgen, Paris, Almora, 2010, 219 p. (ISBN 978-2-35118-289-5)

Dans cet ouvrage, S. Okumura traduit et commente deux textes liés (Genjôkôan et Maka Hannya haramitsu) comme une introduction à l'enseignement de Dôgen.
- Evelyn de Smedt et Taisen Deshimaru (commentaires originaux), Le trésor du zen : Textes de maître Dogen, Paris, Albin Michel, coll. « Spiritualités vivantes », 2006, 375 p. (ISBN 978-2-226-13872-9)

E. de Smedt traduit et commente les commentaires de Taisen Deshimaru sur sa lecture de certains textes de Dôgen : Genjô kôan - Ikka no myoju - Bendowa - Hachi dainin kaku - Shin jin gakudo - Kannon gyo - Maka hanna haramita shingyo - Gakudo yojin dhu.
Traductions diverses
- Collectif (trad. du japonais par Alain Rocher), Philosophie japonaise : Le néant, le monde et le corps, Paris, Vrin, 2013, 471 p. (ISBN 978-2-7116-2479-9), p. 85-112

Dans cet ouvrage consacré à la philosophie japonaise, la vie de Dôgen et la traduction de Mitsugo (Paroles secrètes) illustrent l'archéologie de la pensée japonaise.
- Dôgen (trad. Věra Linhartová), La présence au monde : Uji - Gabyô - Mujô seppô - Baige, Gallimard, coll. « Le promeneur », 1999, 79 p. (ISBN 978-2-07-075319-2)
- Dôgen (trad. Janine Coursin), Corps et esprit : shinjin gakudô - raihai tokuzui et divers extraits, Gallimard, coll. « Le promeneur », 1998, 151 p. (ISBN 978-2-07-075100-6)
- Dôgen (trad. du japonais par Jacques Brosse), Polir la lune et labourer les nuages : Œuvres philosophiques et poétiques, Paris, Albin Michel, 1998, 326 p. (ISBN 2-226-10582-4)

### Traductions en anglais
Il existe une traduction intégrale de Kazuaki Tanahashi, Treasury of the True Dharma Eye: Zen Master Dogen's Shobo Genzo, publiée par les éditions Shambala, à côté de celle de Nishijima/Cross Master Dogen's Shôbôgenzô qui permet de lire les 95 chapitres. L'université Stanford a développé un projet ambitieux pour traduire les textes de Dôgen ainsi que d'autres textes de l'école Sôtô. Plusieurs fascicules du Shobogenzo ont été traduits, et différents textes sont disponibles en anglais.
En 2023, la Sōtōshū Shūmuchō, organisme administratif du zen sôtô, a publié dans le cadre du « Sôtô Zen Project » une nouvelle traduction intégrale en anglais en huit volumes, sous la direction de japonologues et bouddhologues américains.
- (en + ja) Carl Bielfeldt, William M. Bodiford, T. Griffith Foulk (Eds.), Treasury of the True Dharma Eye. Dōgen's Shōbōgenzō (Texte original et traduction en huit volumes), Tokyo, The Adminstrative Headquarters of Sōtō Zen Buddhism. Sōtōshū Shūmuchō, 2023Vol. I à VII: texte japonais, traduction et notes. Vol. VIII, Introduction par W.M. Bodiford (p. 9-236), Annexes (p. 236-291), Notes supplémentaires par T.G. Foulk (p. 293-567), Ouvrages cités (p. 569-610)The Heart of Dogen's Shobogenzo, Trans. Norman Waddell and Masao Abe; Albany, SUNY Press, 2002 (ISBN 0-7914-5242-5).
- Shobogenzo: The True Dharma-Eye Treasury; translated by Gudo Nishijima and Chodo Cross; 4 volumes; London, Windbell Publications, 1999 (ISBN 0-9523002-4-9).
- Treasury of the True Dharma Eye: Zen Master Dogen's Shobo Genzo, Trans. Kazuaki Tanahashi et al., Boston, Shambala, 2013 (ISBN 978-1590309353).

### Traductions espagnoles
- Eihei Dōgen, Pedro Piquero et Gudō Wafu Nishijima, ed. (2013, 2014, 2015, 2016). Shōbōgenzō (Tesoro del Verdadero Ojo del Dharma). Édition complète en quatre volumes. Éditorial Sirio.  (ISBN 9788478089055).
- Eihei Dōgen, Dokushô Villalba, ed. (2015). Shōbōgenzō: La preciosa visión del Dharma verdadero. Edition partielle en un seul volume. Éditorial Kairós.  (ISBN 9788499884653).

### Ouvrages divers
- Yoko Orimo, Dôgen et la spiritualité de la résonance : Variations sur le Shôbôgenzô, Vannes, Sully, 2021, 504 p. (ISBN 9782354323417)

- Yoko Orimo, Le Shôbôgenzô de maître Dôgen : Un guide de lecture, Vannes, Sully, 2003, 619 p. (ISBN 9782354321277)

- Une galette en tableau, texte traduit, annoté et commenté par Yôko Orimo, Tôkyô, Maison Franco-Japonaise, 1995, 76 p.

- Yoko Orimo (préf. Christian Bobin), Comme la lune au milieu de l'eau : Art et spiritualité du Japon, Vannes, Sully, 2018, 191 p. (ISBN 978-2-35432-309-7)

- (en) Hee-Jin Kim, Eihei Dôgen : Mystical Realist, Somerville (MA), Wisdom Publications, 2004, 3e éd., 368 p. (ISBN 978-0-86171-376-9, lire en ligne)

- Roland Yuno Rech. Voies d'éveil : commentaire des 37 voies de l'éveil du "Shōbōgenzō" de maître Dōgen. Éd. Yuno kusen, Paris, 2000, 180 p.  (ISBN 2-9515490-0-8)